# Gesualdo Clementi
Gesualdo Clementi (Caltagirone, 25 aprile 1846 – Catania, 8 novembre 1931) è stato un chirurgo italiano.

## Biografia
Nato da Pasquale e Silvia Criscimone, si laureò nel 1871 in medicina e chirurgia all'Università di Napoli, dove fu allievo di Carlo Gallozzi. Nell'arte chirurgica il Clementi si specializzò all'estero presso le Università di Vienna, Berlino ed Edimburgo.
Dal 1876 fu docente di clinica chirurgica e di medicina operatoria all'Università degli Studi di Catania, e tre anni più tardi, divenne titolare della cattedra di clinica chirurgica. Dello stesso ateneo catanese fu rettore dal 1903 al 1905.
Valente medico, nel campo della chirurgia il Clementi si impose come uno dei migliori nella sua epoca. Nel suo modo di operare, adottò il metodo antisettico di Joseph Lister basato sull'utilizzo dell'acido fenico, e nel 1881 eseguì su una paziente un intervento di ovariectomia, che ebbe un successo inaspettato.
Fu autore di numerose pubblicazioni di carattere tecnico-scientifico, tra le quali degni di nota sono: 
- Protesi immediata definitiva nelle resezioni del mascellare inferiore
- La castrazione della donna nella cura dei miofibromi dell'utero
- Aneurisma spontaneo della carotide interna
- Importanza delle emorragie nelle resezioni del fegato
- Del governo delle ferite penetranti nella cavità addominale
- Contributo clinico alla cura chirurgica dell'ascite nella cirrosi
- Diagnosi e cura della calcolosi degli organi e delle vie urinarie.